# Sangalopsis cunaxa
Sangalopsis cunaxa là một loài bướm đêm trong họ Geometridae.